# Albert Wiedemann
Albert Wiedemann (* 19. Juni 1880 in Nördlingen; † 13. Mai 1952 in Berlin-Spandau) war ein deutscher Politiker (DVP, DNVP).

## Leben und Beruf
Nach dem Volksschulabschluss und dem Besuch der Realschule in Nördlingen absolvierte Wiedemann von 1894 bis 1897 eine Maler- und Lackiererlehre. Anschließend bildete er sich an Fachschulen fort und arbeitete 1901/02 als Handwerker in Österreich, Tirol und Oberitalien. 1902/03 leistete er Wehrdienst in der bayerischen Armee. Danach durchlief er eine Ausbildung in staatsbürgerlichen und volkswirtschaftlichen Lehrgängen bei der Deutschen Vereinigung in Berlin. Von 1914 bis 1918 nahm er als Soldat am Ersten Weltkrieg teil. Während der Zeit der Weimarer Republik war er Vorsitzender des Reichsbundes vaterländischer Arbeiter- und Werkvereine in Berlin-Siemensstadt.

## Politik
Wiedemann war zunächst Mitglied der Deutschen Volkspartei (DVP) und seit 1920 Bezirksverordneter in Spandau. Von 1921 bis 1928 war er Mitglied des Preußischen Landtages. Am 14. März 1924 wechselte er zur Deutschnationalen Volkspartei (DNVP) über. Bei der Reichstagswahl im September 1930 wurde er in den Deutschen Reichstag gewählt, dem er bis 1933 angehörte.